# 吉田胡桃
吉田胡桃（よしだ くるみ，1991年12月1日—），日本女子花樣游泳运动员。大阪府出生，畢業於聖母被昇天学院中学校及聖母被昇天学院高校，現就讀於追手門学院大学。

## 簡歷
2010年，吉田胡桃與隊友參加廣州亞運會花樣游泳比賽的集體及自由組合比賽，奪得兩面銀牌。
2015年7至8月，吉田胡桃出戰俄羅斯喀山舉辦的世界游泳錦標賽韻律泳比賽。她與隊友先後在集體技術自選、集體自由自選及自由組合項目，奪得三面銅牌。